# Biribolltjärnarna (Ströms socken, Jämtland, 713764-146111)
Biribolltjärnarna är en sjö i Strömsunds kommun i Jämtland och ingår i Ångermanälvens huvudavrinningsområde.